# حوزه انتخابیه
حوزهٔ انتخابیه یا حوزهٔ انتخاباتی (انگلیسی: Electoral district) یک واحد جغرافیایی انتخاباتی است که رقابت‌های انتخاباتی در چهارچوب آن انجام شده و برگزیده یا برگزیدگان انتخابات در درجهٔ اول متعلق به آن حوزهٔ انتخابیه تلقی می‌شوند. آسان‌سازی فرایند انتخابات و ایجاد تناسب عادلانه میان جمعیت و شمار برگزیدگان از جمله اهداف اصلی حوزه‌بندی انتخابات است.

## حوزه‌های انتخابیه در ایران

### انتخابات ریاست جمهوری
در انتخابات ریاست جمهوری ایران، کل ایران یک حوزهٔ انتخابیه است؛ مسئولیت برگزاری انتخابات در حوزهٔ انتخابیه کل کشور به عهدهٔ ستاد انتخابات وزارت کشور است.

### انتخابات مجلس خبرگان رهبری
در انتخابات مجلس خبرگان رهبری هر یک از استان‌های کشور یک حوزهٔ انتخابیه است. در مجلس خبرگان رهبری به ازای هر یک میلیون نفر، یک نماینده انتخاب می‌شود. هر حوزهٔ انتخابیه، حتی با جمعیت کمتر از یک میلیون نفر، حداقل یک نماینده خواهد داشت.

### انتخابات مجلس شورای اسلامی
انتخابات مجلس شورای اسلامی در ۲۰۸ حوزهٔ انتخابیه برای گزینش ۲۹۰ نماینده برگزار می‌شود. محدودهٔ جغرافیایی حوزه‌های انتخابیهٔ آشوریان و کلدانیان، زرتشتیان، و کلیمیان کل کشور است. محدودهٔ جغرافیایی حوزهٔ انتخابیهٔ ارمنی‌های شمال، قسمت شمالی ایران و محدودهٔ جغرافیایی حوزهٔ انتخابیهٔ ارمنی‌های جنوب، قسمت جنوبی ایران است. سایر حوزه‌های انتخابیه عموماً بر مرزهای شهرستان‌ها منطبق‌اند، اما بعضی از حوزه‌های انتخابیه از چند شهرستان تشکیل می‌شوند.